# KAPóra
A KAPóra a Viasat3 2024. október 24-én indult talkshow-ja.
A műsorvezetője Kovács András Péter.

## Története
2024. augusztus 26-án Kis-Bocz Éva, az Antenna Entertainment régiós csatornaigazgatója az őszi sajtótájékoztatóban bejelentette, hogy Kovács András Péter vezetésével érkezik a KAPóra a Viasat3-ra. A műsor a KAPod című podcast tévés formátumán alapszik. A premierdátumát aznap hozták nyilvánosságra.

## Epizódok
| Évad | Évad | Részek száma | Részek száma | Eredeti sugárzás  | Eredeti sugárzás   | Eredeti adó |
| Évad | Évad | Részek száma | Részek száma | Évadbemutató      | Évadzáró           | Eredeti adó |
| ---- | ---- | ------------ | ------------ | ----------------- | ------------------ | ----------- |
|      | 1.   | 8            | 8            | 2024. október 24. | 2024. december 12. |             |
|      | 2.   | 8            | 8            | 2025. ősz         |                    |             |

## Vendégek
| Adás | Vendég                           | Vendég  |
| Adás | 1. évad                          | 2. évad |
| ---- | -------------------------------- | ------- |
| 1.   | Ráskó Eszter és Ács Fruzsina     |         |
| 2.   | Peller Mariann és Peller Anna    |         |
| 3.   | Bereczki Zoltán és Balog László  |         |
| 4.   | Rákóczi Ferenc és Szlávik Ferenc |         |
| 5.   | Járai Máté és Csorba Kata        |         |
| 6.   | Gianni Annoni és Somos Attila    |         |
| 7.   | Vályi István és Göbölyös Zsolt   |         |
| 8.   | Fluor Tomi és Diaz               |         |